# Garlieb Merkel
Garlieb Helwig Merkel (Lēdurga, 1769 – Katlakalns, 1850) è stato un poeta lettone.
Nel 1796, con Die Letten (I Lettoni, titolo completo, in lingua tedesca: Die Letten vorzüglich in Liefland am Ende des philosophischen Jahrhunderts, Ein Beytrag zur Völker- und Menschenkunde) criticò aspramente la condizione di servo della gleba, ove fece un quadro descrittivo nero della vita dei contadini e delle atrocità che compivano i proprietari terrieri baltici di origine germanica, appellandosi al governo dell'Impero russo affinché intervenisse per migliorare le condizioni di vita del popolo lettone. Il libro ebbe un considerevole successo presso la società tedesca e fu tradotto il francese, in danese ed in russo. Una traduzione in lettone fu pubblicata solo nel XX secolo. Nel 1820 toccò nuovamente il tema con Die freien Letten und Esthen. Lettofilo ed estofilo, nel 1806 si trasferì in Germania, ove la sua vita fu sovente segnata da aspre polemiche con Friedrich Schiller.